# Steropodon galmani
Steropodon galmani és l'espècie de monotremes més primitiva coneguda. Visqué a Austràlia durant l'estatge Albià, fa aproximadament 100 milions d'anys. És conegut per un únic maxil·lar amb unes quantes dents. Abans del descobriment de Steropodon el 1982, els monotremes més antics coneguts dataven de fa només 25 milions d'anys.